# Pleter 91
A submetralhadora Pleter foi criada em 1991, quando a dissolução da Iugoslávia deixou a Croácia com poucas armas para armar suas forças armadas ainda não formadas, em meio à Guerra de Independência da Croácia. O embargo impediu o estado recém-formado de comprar equipamentos legalmente no exterior, então eles optaram por tentar projetar e produzir algumas novas armas localmente, principalmente baseadas na segunda geração de submetralhadoras (como a Sten britânica ou a MP 40 alemã).
A Pleter (nomeado em homenagem à cidade eslava de Pleternica) foi produzida na fábrica local OROPLET, copiando fortemente as características da Sten, apesar de ter um carregador em posição vertical em vez de horizontal. Isso inclui o conjunto do cano removível, o ferrolho e a mola recuperadora e o mecanismo de disparo do ferrolho aberto. Os modelos protótipos tinham capas de cabo e gatilho feitas de madeira, mas na produção em série decidiu-se usar aquelas feitas de plástico. O conjunto do cano foi simplificado em comparação com a Sten, foi fixado por um parafuso inbus e, para simplificar ainda mais a produção, o seletor de segurança e fogo foi omitido. Foi equipada apenas com uma combinação simples de gatilho/mola, tornando-a automática de ferrolho aberto, mas devido à cadência de tiro relativamente baixa, um operador habilidoso poderia disparar tiros únicos puxando e soltando o gatilho rapidamente.
Assim como a Sten, a Pleter também podia ser equipada com um silenciador, e havia um modelo especial feito com um silenciador fixo permanentemente acoplado (chamada "Pleter 91 Prigušen", Prigušen = suprimida).
Miras fixas, frontais e traseiras, que não podiam ser ajustadas, geraram algumas críticas dos operadores. O alojamento do carregador foi projetado para aceitar uma cópia direta do carregador da Uzi. Este tipo de carregador bifilar e alimentação escalonada é considerado uma das melhorias que esta arma apresenta em comparação com a Sten original ou similares que utilizavam carregadores bifilares e alimentação única, que costumam ser mais propensos a emperrar e mais difíceis de carregar. O formato da coronha foi aparentemente influenciado por outra arma semelhante da Segunda Guerra Mundial, a M3.
Dentre provavelmente dezenas de submetralhadoras projetadas e produzidas internamente durante o conflito de 1991, a Pleter provou ser uma arma de insurgência bastante eficiente, preenchendo de certa forma as lacunas do Exército Croata, que possuía poucos equipamentos, e era adequada para o ambiente de combate das Guerras Iugoslavas. Alguns exemplares também podem ter chegado ao Kosovo para participar da guerra de 1999. O número exato de submetralhadoras Pleter produzidas não foi divulgado, mas as que estavam nas reservas logísticas do exército croata foram destruídas após a guerra em coordenação com a polícia militar, de modo que hoje a arma existe apenas em pequenas quantidades.
Uma dessas armas foi encontrada em 2011 no arsenal do grupo terrorista neonazista alemão NSU. Até o momento (2018), desconhece-se como o grupo obteve essa arma. Acredita-se que, quando neonazistas alemães lutaram como mercenários na Guerra da Independência da Croácia, alguns deles trouxeram as armas que usaram para casa e, posteriormente, as ofereceram ao grupo. Sabe-se que pelo menos dois neonazistas da Turíngia lutaram na guerra e um deles tinha ligação com o grupo.